# Ruth Rowe
Ruth Rowe (Pittsburgh, 11 de marzo de 1947) es una deportista estadounidense que compitió en tiro con arco, en la modalidad de arco recurvo.
Ganó tres medallas en el Campeonato Mundial de Tiro con Arco al Aire Libre entre los años 1975 y 1983.
Estudió Biología en la Universidad de Pittsburgh.

## Palmarés internacional
| Campeonato Mundial al Aire Libre | Campeonato Mundial al Aire Libre | Campeonato Mundial al Aire Libre | Campeonato Mundial al Aire Libre |
| Año                              | Lugar                            | Medalla                          | Prueba                           |
| -------------------------------- | -------------------------------- | -------------------------------- | -------------------------------- |
| 1975                             | Interlaken (Suiza)               | Medalla de bronce                | Equipo                           |
| 1977                             | Canberra (Australia)             | Medalla de oro                   | Equipo                           |
| 1983                             | Los Ángeles (Estados Unidos)     | Medalla de bronce                | Equipo                           |